# Edmund Kesting
Edmund Kesting (* 27. Juli 1892 in Dresden; † 21. Oktober 1970 in Birkenwerder) war ein deutscher Maler, Grafiker, Fotograf und Kunstpädagoge. Er zählt zu den Vertretern der Informellen Malerei.

## Leben und Werk
Der 1892 als Sohn eines Gemeindepolizeisekretärs in Dresden geborene Kesting studierte ab 1911 Malerei und Bildhauerei in seiner Heimatstadt an der Kunstgewerbeschule bei Friedrich Erich Kleinhempel, Ermenegildo Antonio Donadini und Richard Guhr. Ab 1915 setzte er sein Studium an der Akademie der bildenden Künste bei Richard Müller fort. Von 1915 bis 1918 nahm er am Ersten Weltkrieg in Frankreich teil. Anschließend setzte er sein Studium als Meisterschüler von Otto Gussmann fort. 1919 gründete Kesting die private Kunstschule Der Weg – Schule für Gestaltung. Zeitweilig studierte dort u. a. Lea Langer. 1921 begegnete er Herwarth Walden und begann im Sturm mitzuarbeiten.
Seit 1920 entstanden konstruktivistische Arbeiten und Schnittcollagen. Er fertigte Ölgemälde, Aquarelle und Gouachen an.
1922 heiratete Kesting seine Schülerin Gerda Müller. Es bestanden enge Kontakte zu Avantgardekünstlern wie Kurt Schwitters, László Moholy-Nagy, El Lissitzky, Alexander Archipenko und anderen. Insbesondere Schwitters Arbeiten beeindruckten Kesting stark. Von 1923 an beteiligte er sich an den Ausstellungen des „Sturm“-Kreises.
Seit etwa 1925 beschäftigte er sich intensiver mit der Fotografie. Er erprobte experimentelle Fototechniken wie Mehrfachbelichtungen, Fotogramme und Negativmontagen; dabei verwendete Kesting Kameras mit großen Mattscheibenformaten. 1926 kam es zur Gründung der Berliner Schule Der Weg und der Gründung der Gesellschaft der Sturmfreunde in Dresden. Kesting war nun auch international erfolgreich. Er nahm an Ausstellungen in Moskau und New York teil. Das Museum of Modern Art erwarb Schnittcollagen von ihm. Er begann mit den Mehrfachbelichtungen, in denen er ausdrucksstarke Möglichkeiten der Fotografie erkundete. Seit 1930 beschäftigte sich Kesting mit Porträtaufnahmen und Tanzfotografien. Zu Anfang der 1930er Jahre trat er in den Deutschen Werkbund ein. 1931 gründete Edmund Kesting mit Erich Fraaß und Bernhard Kretschmar die Neue Dresdener Sezession. 1933 fanden bei ihm erste Hausdurchsuchungen statt; Kesting vernichtete daraufhin einige seiner Werke. Er arbeitete in den folgenden Jahren als Werbefotograf für Foto- und Autofirmen. Im Jahr 1936 erhielt Kesting ein Mal- und Ausstellungsverbot, von dem die Fotografie nicht betroffen war. In der Folgezeit fotografierte er Architektur in Dresden und dokumentierte die Kunstschätze im Grünen Gewölbe. Kesting entwickelte eine Technik der „Chemischen Malerei“, bei der er mit Fotosubstanzen auf lichtempfindlichem Papier unter Einbringung verschiedener Mal- und Kratztechniken experimentierte.
1937 wurde in der Nazi-Aktion „Entartete Kunst“ nachweislich zwölf seiner Bilder aus öffentlichen Sammlungen beschlagnahmt und vernichtet.
Zusammen mit Karl von Appen, Helmut Schmidt-Kirstein, Hans Christoph und anderen gründete Kesting nach dem Ende der Nazidiktatur 1945 in Dresden die Künstlergruppe der ruf – befreite Kunst. 1945/46 entstand nach der Zerstörung Dresdens eine Serie von experimentellen Fotoarbeiten mit dem Titel Dresdner Totentanz, der sich namentlich an das berühmte Renaissance-Relief anlehnt. Kesting wurde 1946 an die Akademie für Werkkunst in Dresden berufen; er übernahm die Leitung der Lehrwerkstatt „Photographie und Film“. Bereits ein Jahr später wurde er entlassen, woraufhin er sich nach Berlin orientierte und 1948 Leiter der Fachklasse für Fotografie an der Hochschule für Bildende und Angewandte Kunst in Berlin-Weißensee wurde. 1953 kam es zur fristlosen Kündigung im Zuge des Formalismusstreits. 1955 wurde er an die Hochschule für Film und Fernsehen in Potsdam-Babelsberg berufen als „Lehrbeauftragter für die Fachrichtung Kamera“; er wurde 1960 emeritiert.
Ende der 1950er Jahre war er als Prominentenfotograf tätig. 
1960 kehrten seine sichergestellten Arbeiten aus der Sowjetunion zurück. Er erhielt den Auftrag, die Mitglieder der Akademie der Künste zu fotografieren. Mit dem Bau seines Sommerhauses in dem durch seine Künstlerkolonie bekanntgewordenen Ahrenshoop wurde 1961 begonnen. Kesting hielt sich in den kommenden Sommern auf dem Darß und Fischland auf. Die Landschaft inspirierte ihn zu zahlreichen Werken.
Edmund Kesting starb 1970 in Birkenwerder bei Berlin, wohin er 1948 gezogen war. Zwischen 1949 und 1959 fand keine Ausstellung seiner Werke in der DDR statt, erst seit etwa 1980 fand Kestings Werk offizielle Anerkennung.

## 1937 als „entartet“ aus öffentlichen Sammlungen nachweislich beschlagnahmte und vernichtete Werke

### Stadtmuseum Dresden
- Dalmatinisches Seebild (Aquarell)
- Frauenkirche (zwei gleichnamige Lithografien)
- Georgentor mit Schloss (Lithografie)
- Münzgasse mit Frauenkirche (Linolschnitt, 41,5 × 25 cm, 1933)

### Kunstsammelstelle Frankfurt am Main
- Vorarlberg (Aquarell)
- Stillleben (Aquarell)
- Hafen (Zeichnung)
- Hochalpen (Zeichnung)
- Waldinneres (Zeichnung)
- Im Dock von Siena (Aquarell)

### Städelsches Kunstinstitut Frankfurt am Main
- Stillleben (Pastell)

## Weitere Werke (Auswahl)
- Schwarz-Roter Pfeil (Collage aus diversen Materialien, 34,3 × 29 cm, 1923; 1972 erworben durch das Städtische Museum Mönchengladbach)[4]

### Publizierte fotografische Werke
- Dresden, wie es war, Rembrandt-Verlag, Berlin 1955
- Ein Maler sieht durch’s Objektiv, Fotokino Verlag, Halle 1958
- Chorin: Gestalt und Geschichte eines Zisterzienserklosters, St. Benno-Verlag, Leipzig 1962

## Ausstellungen (Auswahl)

### Einzelausstellungen
Zu seinen Lebzeiten
- 1916 Kunsthandlung Emil Richter, Dresden (nach mündlicher Aussage erste persönliche Ausstellung)
- 1919 Galerie Arnold, Dresden (zusammen mit Carl Piepho)
- 1923 Galerie „der Sturm“, Berlin (zusammen mit Bela Kádár u. a.)
- 1931/32 Kunstschule „Der Weg“, Dresden (zusammen mit Lehrkräften und Schülern)
- 1959 Kunstausstellung Kühl, Dresden (60 Aquarelle 1919–1943)
- 1960 Kunstausstellung Kühl, Dresden (Zeichnungen und Aquarelle von der Sowjetunion gerettet und zurückgegeben)
- 1962 Städtische Kunstsammlungen, Karl-Marx-Stadt (Malerei, Grafik, Fotografik)
- 1966 Kunstausstellung Kühl, Dresden
- 1964 Bunte Stube, Ahrenshoop
- 1967 Rathaus, Birkenwerder
- 1969 Städtische Kunstsammlungen, Görlitz

Postume Ausstellungen
- 1972 Galleria del Levante, Mailand und München (Kunstschule „Der Weg“)
- 1980 Galerie am Sachsenplatz, Leipzig
- 1982 Kunstausstellung Kühl, Dresden
- 1983 Galerie Stolz, Köln (Die Gründer der „Weg-Schule“)
- 1983 Kulturhaus Hans Marchwitza, Potsdam (Malerei, Grafik, Fotografie ; manuelle und maschinelle Bildgestaltung)
- 1988/89 Albertinum, Dresden (Gemälde, Zeichnungen und farbige Blätter, Graphik, Photographien)
- 1992 Galerie Döbele, Stuttgart
- 2003 Kunstkaten, Ahrenshoop
- 2005 Galerie Waldhof, Birkenwerder
- 2012 und 2022 Galerie der Berliner Graphikpresse, Berlin
- 2023 Dars-Sinfonie, Galerie Alte Schule, Ahrenshoop
- 2024 Galerie 47, Birkenwerder ("Edmund Kesting – Maler, Fotograf, Grafiker und Kunstpädagoge")

### Sammelausstellungen
- 1916 Galerie Arnold, Dresden (Zweite Ausstellung Dresdner Künstler, die im Heeresdienst stehen)
- 1920 und 1921 Lennéstraße, Dresden (Dresdner Künstlervereinigung Sommerausstellung)
- 1924 1. Allgemeine Deutsche Kunstausstellung, Moskau und Leningrad
- 1926 Ausstellungen in Moskau, New York und Berlin
- 1930 Das Lichtbild. Internationale Ausstellung, München
- 1932 Sächsischer Kunstverein, Dresden (1. Ausstellung der Dresdner Sezession 1932)
- 1936 Dresdner Kunstausstellung, Dresden
- 1945 Grünes Haus, Dresden (der ruf – befreite kunst)
- 1946 Nordhalle, Dresden (Erste Allgemeine Deutsche Kunstausstellung)
- 1949 Brandenburgische Landeskunstausstellung, Potsdam
- 1959 Staatliche Galerie Moritzburg, Halle (Künstlerische Fotografie in Dresden)
- 1959: Halle/Saale („Befreite Kunst“)
- 1961 Orangerie im Schloss Charlottenburg, Berlin (Der Sturm – Europäische Avantgarde 1912–1932)
- 1966 Kunstmuseum, Bern (Nell Walden. Sammlung und eigene Werke)
- 1967 Lenbachhaus, München (Collage 67)

- 1970 Tate Gallery, London (The non objective world 1914–1924)

#### Postum
- 1975 Staatliche Museen, Berlin (Die Collage in der DDR)
- 1979 Altes Museum, Berlin (Weggefährten – Zeitgenossen. Bildende Kunst aus drei Jahrzehnten)
- 1980 Berliner Ausstellungszentrum am Fernsehturm (Berliner Kunst. Retrospektive. Malerei, Grafik, Plastik)
- 1980 Berlinische Galerie (Kunst in Berlin. Um 1930 bis 1960)
- 1985 Albertinum, Dresden (Dresden. Bekenntnis und Verpflichtung)
- 1988 Country Museum of Art, Los Angeles